# جين راسل
جين راسل (بالإنجليزية: Jane Russell)‏ ولدت في 21 يونيو 1921 وتوفيت في 28 فبراير 2011 كانت ممثلة سينمائية في أطار أفلام الأكشن والإثارة والغموض وافلام الاغراء فازت بجوائز اوسكار عدة مرة من أشهر افلامه الرجال يفضلون الشقروت مع النجمة مارلين مونرو كما بعد مرور سنين من اعتزله التمثيل فازت جين راسل بعد النجمة أودري هيبورن في معهد الفيلم أمريكي وذلك صنفت جين راسل من أشهر الممثلات اللواتي قمن بتجسيد رمز.
في السينما من تجسيدها رموز اكشن وحب أحيانا والجنس فاهي قد تناولت بطريقة ساخرة امراة محبة للجنس ومارلين مونرو تعتبر أشهر فنانة شاركت النجمة جين راسل مسيرة افلامها السينمائية منها فيلم "كيف تتزوجين مليونيراً" عام 1953 و ؟البعض يفضلونها ساخنة" 1959 و "الرجال يفضلون الشقروات" 1953 و"الألماس صديق الفتاة الوفي" في عام 1953 كما كانت جين راسل تمارس الغناء في افلامها السينمائية مثل النجمة مارلين مونرو عثر علي جين راسل في بيتها ميتة من عمر ينهز 90 سنة وسبب الوفاة نوبة قلبية.

## السيرة الذاتية

### مسيرتها الفنية
بدات جين راسل مسيرتها الفنية في عام 1943 في فيلم باريس لمن بدون أن نعود جين راسل هناك لم تتلق نجاحاً كبيراً
و فشلت فشلاً ذريعاً بعد فيلم الحب فقط في نفس العام 1943 لانها اخذت دور ثانوي مما جعل الجميع يعتبر جين راسل ممثلة غير محترفة ولكن لم يكون يعلمون ان الفرصة هي لم تاتي اكتشفها بوب هوب في ذلك الوقت كان المخرج
و المنتج هوارد هيوز يبحث عن ممثلة تستطيع أن تؤدي دوراً في فيلمه الجريمة "la bani" وهنا أذهلت النجمة جين راسل الجميع وظهر أسلوبها الذي كان يجب أن تمثل به من الأول لفتت انتباه المخرج وكانت النص الأمريكي بيلي ويلدر في فيلم قصة كلاسيكية في نفس العام 1944 أصبحت جين راسل رمز الاغراء وتناولت بطريقة السخرية امراة محبة الجنس ورغم الاغراء لكنها تفشل. دخلت في قائمة الممثلات البارعات في ذلك الوقت مثل مارلين مونرو والنجمة العالمية بريجيت باردو كما أن استعملت جين راسل في 1959 أسلوب بريجيت باردو عندما مثلت في فيلم عندما خلق الله امراة واشتهرت أكثر في عام 1953 في فيلم الرجال بفضلون الشقروات.

## روابط خارجية
- جين راسل على موقع IMDb (الإنجليزية)
- جين راسل على موقع الموسوعة البريطانية (الإنجليزية)
- جين راسل على موقع روتن توميتوز (الإنجليزية)
- جين راسل على موقع مونزينجر (الألمانية)
- جين راسل على موقع قاعدة بيانات الأفلام العربية
- جين راسل على موقع قاعدة بيانات الأفلام العربية
- جين راسل على موقع ألو سيني (الفرنسية)
- جين راسل على موقع ميوزك برينز (الإنجليزية)
- جين راسل على موقع تيرنر كلاسيك موفيز (الإنجليزية)
- جين راسل على موقع أول موفي (الإنجليزية)